# Brachythele icterica
Brachythele icterica là một loài nhện trong họ Nemesiidae.
Brachythele icterica được miêu tả năm 1838 bởi C. L. Koch.